# Ivan (film, 2017)
Ivan je slovenski celovečerni dramski film iz leta 2017. Režiral ga je Janez Burger. Bil je slovenski predlog za kandidaturo za tujejezičnega oskarja.

### Zgodba
Film se začne z rojstvom dečka Ivana, ki ga rodi mlada Mara. Njegov oče je Rok, poročen starejši poslovnež, ki ob porodu ni prisoten in se Mari v porodnišnici ne oglasi na telefon. Na poti iz porodnišnice Mara ugotovi, da je obtožen gospodarskega kriminala. Poišče ga in ob srečanju njegova žena izve za Ivana. Maro, ki živi v nekem Rokovem stanovanju, obiščejo sodelavci Rokove žene in jo brutalno pretepejo. Stanovanje mora zapustiti. Z otrokom se zateče v varno hišo, vendar od tam zbeži in vsi trije, Mara, Rok in Ivan, se napotijo z avtom na pot. Izkaže se, da bežijo v tujino. Na poti jim sledijo in Ivan ostane v avtomobilu na bencinski črpalki, Mara in Rok pa s tovornjakarjem zbežita v Italijo. Mara se je ob tem znašla pred nemogočo izbiro med svojo ljubeznijo in svojim otrokom. Rok in Mara se odpeljeta do italijanskega mesta Merano, kjer ima Rok v bančnem trezorju veliko vsoto denarja. Trezor se zapre, preden prispeta, zato morata ostati čez noč. V tem času socialna služba Ivana preda v rejniško družino. Mara in Rok se vrneta v Ljubljano po Ivana, vendar sprva socialna delavka Mari, ki je bila tudi sama rejenka, ne želi vrniti otroka. Po Rokovem posredovanju oziroma podkupnini prejmeta naslov rejniške družine in se z avtom napotita po Ivana. Med potjo Mara namenoma vključi mobilnik in se s tem zaveda, da ju bodo lahko izsledili. Na poti Rok ustavi in obišče lekarno, Mara pa z avtom zbeži in poišče Ivana.

## Financiranje in produkcija
Projekt je ocenjen na 1.478.500 evrov. Podprli so ga Slovenski filmski center (575.000 evrov), RTV Slovenija (195.800 evrov), Hrvaški avdiovizualni center (755.870 kn ali pribl. 99.358 evrov) in Eurimages (167.426 evrov). Tehnične storitve je nudil FS Viba film (191.350 evrov).
Porabili so okoli 40 snemalnih dni. Ivana je upodobilo štiri ali pet dojenčkov (eden od njih je bila deklica), ter dve različni lutki. Prizadevali so si za nelepo, dramatično in hladno fotografijo. Proteze na delih telesa Majerjeve so vizualno obdelali na računalniku. Videz telesa porodnice so dosegli s pomočjo maskerke. Glasbo je Burger začel delati z Dragom Ivanušo, vendar ni bil zadovoljen, zato je prešel na Damirja Avdića. Za scenarista Koljevića in Pota Koljevićevo se je odločil Černec. Majerjevo je Burger izbral zaradi dobrih izkušenj z njo pri prejšnjem filmu.

## Odziv kritikov in gledalcev

### Kritiki
Matic Majcen je prizor nove matere v bolnišnici primerjal s prizorom iz filma Tri barve: modra, v katerem se lik Juliette Binoche sooča s pravkaršnjo izgubo družine v prometni nesreči. Zaradi Majerjeve se mu je zdela surova upodobitev njenega lika prepričljiva, vendar je pripomnil, da je drugi vidiki filma ne dosegajo. Manjkal mu je negativec, ki bi ji pariral, glasba se mu je zdela generična, vizualna podoba pa »video« sterilna. Filmu je očital povprečnost in nezmožnost kosanja z Burgerjevimi bolj prepričljivimi in svežimi zgodnejšimi deli, kot sta V leru (1999) in Ruševine (2004).
Marcel Štefančič jr. je napisal, da je film le resna verzija Avtošole in da preveč diši po Anini proviziji. Burgerju je očital, da je slabo kopiral iz boljših evropskih socialnih dram, zraven pa je s scenaristi pustil vse neumnosti slovenskih filmov, kot so npr. prazen lik tajkuna, njegove obljube Mari, odsotnost pojasnila o tem, kaj so pravzaprav njegova kazniva dejanja, reja namesto posvojitve, zmenkovanje na vlakih v slogu Carmen in tlačenje vseh možnih tem, ki na koncu ostanejo slabo obdelane. Posmehnil se je tudi neverjetno slabemu avtu, ki ga junaka vozita, in pa nenadnemu socialnemu propadu uspešnega poslovneža (ocena: »zadržan«).

### Obisk v kinu
Film je videlo 5106 gledalcev.

## Zasedba
- Maruša Majer: Mara
- Matjaž Tribušon: Rok Kratohvil
- Nataša Barbara Gračner: socialna delavka
- Polona Juh: Karmen, Rokova žena
- Branko Šturbej
- Leon Lučev: Bane
- Mojca Funkl: prostovoljka Katja
- Mateja Pucko: Kata

## Ekipa
- fotografija: Marko Brdar
- montaža: Miloš Kalusek
- glasba: Damir Avdić
- scenografija: Vasja Kokelj
- kostumografija: Ana Savić Gecan
- maska: Alenka Nahtigal
- zvok: Julij Zornik

## Nagrade
- 2018: Štigličev pogled za režijo (Društvo slovenskih režiserjev)
- 2018: iris za fotografijo (Združenje filmskih snemalcev Slovenije)
- 2019: nagrada Prešernovega sklada za igro: Maruša Majer

### Festival slovenskega filma 2017
- vesna za igrani film
- vesna za glavno vlogo: Maruša Majer
- vesna za scenarij
- vesna za fotografijo
- vesna za glasbo
- vesna za masko
- nagrada Žirije slovenskih filmskih kritikov in kritičark
- Teleking nagrada za igrani film
- nagrada Art kino mreže Slovenije

## Izdaje na nosilcih
- Ivan. video DVD. Vojnik : Fivia, [2018]